# Triodopsinae
Triodopsinae zijn een onderfamilie van weekdieren uit de klasse van de Gastropoda (slakken).

## Taxonomie
De volgende taxa zijn in de onder familie ingedeeld:
- Tribus Allogonini Emberton, 1995
  - Geslacht Allogona Pilsbry, 1939
  - Geslacht Cryptomastix Pilsbry, 1939
  - Geslacht Trilobopsis Pilsbry, 1939
- Tribus Ashmunellini G. Webb, 1954
  - Geslacht Ashmunella Pilsbry & Cockerell, 1899
- Tribus Mesodontini Tryon, 1866
  - Geslacht Appalachina Pilsbry, 1940
  - Geslacht Fumonelix Emberton, 1991
  - Geslacht Inflectarius Pilsbry, 1940
  - Geslacht Mesodon A. Férussac, 1821
    - = Odomphium Rafinesque, 1831
- Tribus Stenotrematini Emberton, 1995
  - Geslacht Euchemotrema Archer, 1939
  - Geslacht Stenotrema Rafinesque, 1819
    - = Caracollatus Archer, 1948
    - = Chimotrema Rafinesque, 1819
    - = Maxillifer Pilsbry, 1940
    - = Stenostoma Rafinesque, 1831
- Tribus Triodopisini Pilsbry, 1940
  - Geslacht Neohelix Ihering, 1892
  - Geslacht Triodopsis Rafinesque, 1819
    - = Menomphis Rafinesque, 1831

  - Geslacht Webbhelix Emberton, 1988
  - Geslacht Xolotrema Rafinesque, 1819
- Tribus Vespericolini Emberton, 1995
  - Geslacht Hochbergellus B. Roth & W.B. Miller, 1992
  - Geslacht Vespericola Pilsbry, 1939